# Belle L. Pettigrew
Belle L. Pettigrew (8 de abril de 1839 - 14 de julio de 1912) fue una educadora y misionera estadounidense del largo siglo XIX. Era miembro de las Hijas de la Revolución Americana y de la Liga Anti-Saloon. Fue jefa del departamento misionero y de capacitación de la Woman's American Baptist Home Mission Society, y superintendente del departamento de prensa del estado de Dakota del Sur para la Woman's Christian Temperance Union (WCTU). Proveniente de Vermont, viajó por todo el mundo y vivió en muchas ciudades de los Estados Unidos antes de establecerse, como su hermano, en Sioux Falls, Dakota del Sur, donde murió.

## Biografía
Belle Luella (o Luella Belle) Pettigrew nació en Ludlow, Vermont, el 8 de abril de 1839. Era hija de Andrew Pettigrew (1810–1866) y Hannah Brazer (Sawtell) Pettigrew (1816–1878). Uno de sus hermanos, Richard, fue senador de los Estados Unidos por Dakota del Sur. Sus otros hermanos eran Hannah, Justin, Alma, Henrietta, Frederick y Elizabeth.
Su padre era un hombre de fuertes convicciones, religioso, y formó a su familia según el código moral común a la fe cristiana de Nueva Inglaterra. Era abolicionista y distribuidor de literatura sobre la emancipación, y servía de vínculo en el Ferrocarril Subterráneo para ayudar a los esclavos fugitivos del sur en su camino hacia Canadá. Por sus opiniones abiertas en contra de la esclavitud y su aprobación de William Lloyd Garrison de Boston, muchas personas boicotearon su negocio y se negaban a comerciar en su tienda, y a menudo lo amenazaron con violencia. Su madre, Hannah B. Sawtell, era de ascendencia puritana; sus antepasados llegaron a Watertown, Massachusetts, en 1630. Estuvieron en el asedio de Lewisburg, y Elnathan, su abuelo, fue soldado raso en la batalla de Bunker Hill.
El padre tenía mala salud y, en 1854, vendió su tienda y se mudó con su familia a la ciudad de Union, condado de Rock, Wisconsin, donde compró una granja y se dedicó a la agricultura. En 1860, se mudó a Evansville, Wisconsin, para que sus hijos pudieran asistir a la Academia de Evansville. En 1863, cuando los primeros esclavos llegaron al norte como resultado de la Guerra Civil, dio preferencia a los afroestadounidenses para trabajar en su granja. Un ex esclavo abrió una herrería y Andrew Pettigrew le daba a él todo su trabajo.
Pettigrew se graduó en el Seminario de Rockford (ahora Universidad de Rockford) en 1859, y posteriormente realizó estudios especiales, en tres épocas distintas, en la Universidad de Chicago.

## Carrera
Tras acabar la universidad, dedicó su vida a la enseñanza y la obra misional. Durante doce años fue representante de la Woman's Baptist Home Mission Society como misionera entre los afroestadounidenses, enseñando en dos instituciones históricamente negras, la Universidad Shaw y la Universidad Roger Williams, donde también fue preceptora. Pasó además tres años como misionera en Dakota del Sur .
En el otoño de 1893, ingresó en la Universidad de Chicago durante seis meses y luego pasó otros siete meses viajando por Europa. En 1894, era jefa del departamento misionero y de capacitación de la  Woman's American Baptist Home Mission Society. Posteriormente vivió durante varios años en Washington D. C., donde fue miembro del Capítulo Columbia de las  Daughters of the American Revolution, de la WCTU y de la Liga Anti-Saloon, además de ser miembro de una sociedad misionera y un club literario conectado con la Iglesia Bautista Calvario.
En abril de 1904 regresó a EE. UU. Tras dos años de viaje alrededor del mundo, habiendo pasado varios meses en Europa, cuatro en India y Birmania, varios días en Filipinas, tres meses en China, una breve visita a Seúl, Corea, seis meses en Japón, tres semanas en Hawái y diez semanas en California, visitando las principales ciudades desde San Francisco hasta San Diego. Fue un viaje de turismo, pero como estaba especialmente interesada en las misiones, visitó más de 100 casas misionales de todas las denominaciones. Realizó algunos viajes con misioneros en Birmania, China y Japón, visitando tres lugares de Japón donde ninguna mujer extranjera había estado previamente.

## Vida personal
Después de vivir en Evansville, Wisconsin, Madison, Wisconsin, La Crosse, Wisconsin, Chicago, Illinois, Raleigh, Carolina del Norte, Atlanta, Georgia, Memphis, Tennessee, Nashville, Tennessee y Washington D. C., se hizo residente de Sioux Falls en Dakota del Sur en 1904, donde vivía en su propia casa y participaba activamente como funcionaria local y superintendente estatal del departamento de prensa de la WCTU. En 1908, fue como presidenta del  Industrial and Child Labor committee of the South Dakota Federation of Woman's Clubs (el comité de Trabajo Industrial y Infantil de la Federación de Clubes de mujeres de Dakota del Sur). Nunca se casó, y murió el 14 de julio de 1912. Está enterrada en el cementerio Woodlawn en Sioux Falls.

### Atribuciones
- Este artículo incorpora texto de esta fuente, que es de dominio público: Alumnae Association of Rockford College (1904). The Jubilee Book of the Alumnae Association of Rockford College: Commemorating the Fiftieth Anniversary of the Graduation of the First Class 1854-1904 (Public domain edición). The Association.
- Este artículo incorpora texto de esta fuente, que es de dominio público: Christian Herald (1908). The World-wide Encyclopedia and Gazetteer (Public domain edición). Christian Herald.
- Este artículo incorpora texto de esta fuente, que es de dominio público: Daughters of the American Revolution (1912). Lineage Book - National Society of the Daughters of the American Revolution (Public domain edición). Daughters of the American Revolution.
- Este artículo incorpora texto de esta fuente, que es de dominio público: Kingsbury, George Washington (1915). History of Dakota Territory (Public domain edición). S.J. Clarke Publishing Company. p. 776.
- Este artículo incorpora texto de esta fuente, que es de dominio público: Leonard, John William (1914). Woman's Who's who of America: A Biographical Dictionary of Contemporary Women of the United States and Canada (Public domain edición). American Commonwealth Company.
- Este artículo incorpora texto de esta fuente, que es de dominio público: Shanafelt, Thomas Miles (1899). The Baptist History of South Dakota (Public domain edición). South Dakota Baptist Convention. p. 226.
- Este artículo incorpora texto de esta fuente, que es de dominio público: Sons of the American Revolution; Cornish, Louis Henry; Clark, Alonzo Howard (1902). A National Register of the Society, Sons of the American Revolution (Public domain edición). Press of A. H. Kellogg. p. 945.
- Este artículo incorpora texto de esta fuente, que es de dominio público: University of Chicago (1892). Quarterly Calendar (Public domain edición). University of Chicago Press. p. 54.
- Este artículo incorpora texto de esta fuente, que es de dominio público: University of Chicago (1898). Annual Register (Public domain edición).
- Este artículo incorpora texto de esta fuente, que es de dominio público: Woman's American Baptist Home Mission Society (1894). Annual Report of the Woman's American Baptist Home Mission Society (Public domain edición). The Society.